# Edgar Corredor
Pour les articles homonymes, voir Corredor.
Corredor  Álvarez est un nom espagnol. Le premier nom de famille, en général paternel, est Corredor ; le second, en général maternel, souvent omis, est Álvarez.
Edgar Corredor Álvarez (né le 24 février 1960 à Sogamoso) est un ancien coureur cycliste professionnel colombien, surnommé « el condorito » (le petit condor).

## Biographie
Edgar Corredor fait partie de la première équipe cycliste colombienne (amateur) invitée à participer à un grand tour, le Tour de France 1983. Cette année-là, il termine 5 fois dans les 10 premiers aux arrivées d'étapes. Dans les Alpes, lors des deux étapes reines de la compétition, il se classe troisième à L'Alpe d'Huez et à Morzine. Il finit le Tour à une remarquable 16e place et premier Colombien.
Engagé par une équipe professionnelle espagnole, la Teka, il participe l'année suivante au Tour d'Espagne. Il se classe troisième de la 7e étape et reste à trois secondes du maillot de leader durant quatre étapes. Il terminera cinquième (son meilleur classement sur les grands tours) et meilleur néo-professionnel. 
En 1985, il rentre en Colombie et intègre la première équipe cycliste professionnelle de son pays, l'équipe Café de Colombia. Il devient l'équipier de Luis Herrera et sa carrière subit un coup d'arrêt.
Elle rebondira au début des années 90, lorsqu'il est engagé au Portugal, par l'équipe professionnelle Sicasal, dont il devient le leader. Même si son palmarès ne s'étoffera guère, hormis d'une victoire dans le Tour d'Aragon 1991, boycotté par la plupart des équipes professionnelles espagnoles,.

## Équipes
- Amateurs :
  - 1982 :  Lotería de Boyacá
  - 1983 :  Colombie - Piles Varta
- Professionnelles[5] :
  - 1984 :  Teka
  - 1985 :  Piles Varta - Café de Colombia - Mavic
  - 1986 :  Café de Colombia - Piles Varta
  - 1987 :  Piles Varta - Café de Colombia
  - 1988 :  Café de Colombia
  - 1989 :  Café de Colombia - Mavic
  - 1990 :  Café de Colombia
  - 1991 :  Sicasal - Acral
  - 1992 :  Sicasal - Acral

## Palmarès
- 1982
  - 1re et 12e étapes du Tour de Colombie
- 1983
  - 1rea étape de la Vuelta a Cundinamarca (contre-la-montre par équipes)
  - 1re étape du Grand Prix Guillaume Tell
  - 2e de la Clásica de Cundinamarca
- 1984
  - Classement des néo-professionnels du Tour d'Espagne
  - 3e du Tour Midi-Pyrénées
  - 5e du Tour d'Espagne
- 1985
  - 1re étape du Tour de l'Avenir
- 1986
  - 1re étape de la Vuelta a Boyacá
  - Clásica de Cundinamarca
  - 3e étape du Tour de Colombie
- 1987
  - 4e du Tour de Catalogne
- 1988
  - 10e du Tour de Catalogne
- 1990
  - 3e du Trofeo Masferrer
  - 10e du Tour de Catalogne
- 1991
  - Tour d'Aragon :
    - Classement général
    - 2e étape[6]

## Résultats sur lesgrands tours

### Tour de France
4 participations.
- 1983 : 16e du classement général.
- 1984 : abandon lors de la 11e étape.
- 1986 : hors-délai lors de la 18e étape.
- 1988 : 41e du classement général.

### Tour d'Espagne
5 participations.
- 1984: 5e du classement général et vainqueur du classement des néo-professionnels.
- 1985: non partant au matin de la 9e étape.
- 1986: 37e du classement général.
- 1991: non partant au matin de la 9e étape.
- 1992: 19e du classement général.

### Tour d'Italie
Aucune participation.

## Résultats sur les championnats

### Championnats du monde professionnels
2 participations.
- 1985 : abandon.
- 1988 : 79e au classement final.